# Nyanga
Nyanga – jedna z gabońskich prowincji. Jej obszar wynosi 21 285 km², a liczba mieszkańców 54 330 (2005). ośrodkiem administracyjnym (stolicą) jest Tchibanga.

## Departamenty
Nyanga jest podzielone na departamenty:
- Douigni
- Mougoutsi
- Basse Banio
- Haute Banio